# Hunnum
Hunnum of Onnum (Engels: Halton Chesters) was een Romeins fort aan de Muur van Hadrianus in de Engelse plaats Halton. 
Hunnum lag tussen de forten van Rudchester (Vindobala) in het oosten en Chesters (Cilurnum) in het westen. Hunnum lag vlak bij Dere Street (nu A68), een Romeinse weg van het zuiden naar het noorden en een van de belangrijkste oversteekplaatsen van de muur. Het fort vormde een vierhoek met afgeronde hoeken en een poort aan elke zijde. Het was een cavaleriefort en in de 3e en 4e eeuw was het Ala Sabiniana (cavalerie) hier gelegerd.

## Galerij

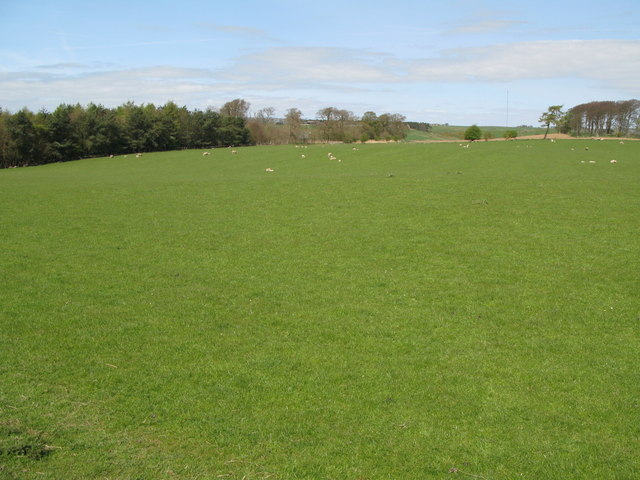
Site van het fort
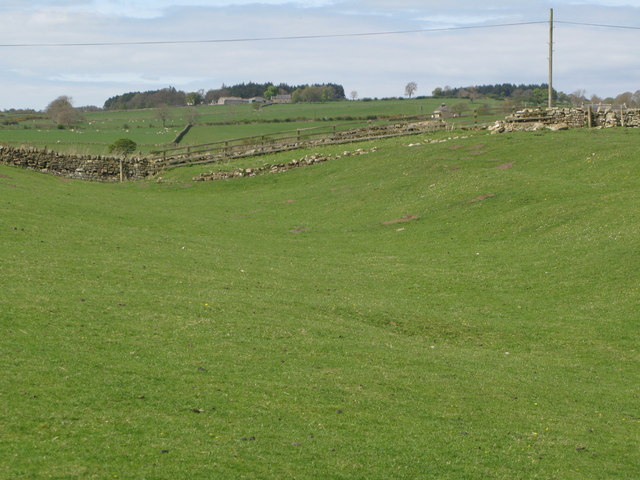
Resten van het vallum, de greppel die zuidelijk van de muur liep
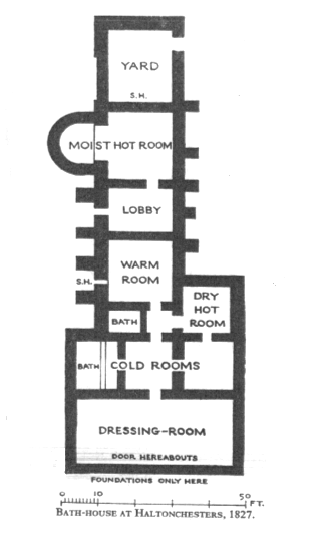
Plan van het badhuis van Hunnum